# Гескет, Борис Сергеевич
Бори́с Серге́евич Геске́т (1890—1944) — полковник лейб-гвардии Измайловского полка, герой Первой мировой войны, участник Белого движения.

## Биография
Православный. Из дворян Полтавской губернии. Сын генерал-майора Сергея Даниловича Гескета.
Окончил Александровский кадетский корпус (1908) и Михайловское артиллерийское училище (1911), откуда выпущен был подпоручиком в лейб-гвардии Измайловский полк, с которым и вступил в Первую мировую войну. Произведен в поручики 6 декабря 1914 года. Был удостоен ордена Святого Георгия 4-й степени
За то, что, будучи в чине поручика, в бою 5-го июля 1915 года под Красноставом, выдвинув на левом фланге полка 4 пулемета, действуя впереди наших цепей под губительным артиллерийским, пулеметным и ружейным огнем, не только остановил встречное наступление частей германской гвардии, но и отбросил немецкие цепи, чем дал возможность полку, пройдя дефиле, развернуться впереди леса и вполне прочно устроиться на позиции, что привело к решительному отражению встречного удара немцев; штабс-капитан Гескет тяжело ранен ружейной пулей.
По воспоминаниям командира Измайловского полка генерал-майора Геруа, Гескет был ранен в правую руку и потерял способность ею владеть. На 26 ноября 1916 года — штабс-капитан Измайловского полка, на 2 апреля 1917 года — в том же чине. В Гражданскую войну участвовал в Белом движении в составе Вооруженных сил Юга России, служил в батальоне Измайловского полка, сформированном во ВСЮР. В декабре 1919 — марте 1920 года эвакуировался в Югославию.
В эмиграции в Югославии. Состоял представителем полкового объединения. В годы Второй мировой войны служил в Русском корпусе. С 31 октября 1941 года назначен казначеем 1-го полка, с 8 апреля 1942 года — командиром 2-го батальона 3-го полка. 15 декабря 1943 года назначен командиром 4-го полка. Был произведен в оберсты. Погиб 23 октября 1944 года во время боя в Чачке: находясь на наблюдательном пункте, был убит осколками разорвавшейся бомбы.
Был женат дважды. Первая жена — Александра Александровна, вторая — Елена Васильевна Флуг (ум. 1986).

## Награды
- Орден Святой Анны 4-й ст. с надписью «за храбрость» (ВП 28.10.1914)
- Орден Святого Станислава 3-й ст. с мечами и бантом (ВП 26.01.1915)
- Орден Святой Анны 2-й ст. с мечами (ВП 13.05.1915)
- Орден Святого Станислава 2-й ст. с мечами (ВП 2.09.1915)
- Орден Святой Анны 3-й ст. с мечами и бантом (ВП 15.09.1915)
- Орден Святого Георгия 4-й ст. (ВП 26.11.1916)
- Орден Святого Владимира 4-й ст. с мечами и бантом (ПАФ 2.04.1917)